# The Rascals
Cet article concerne le groupe de soul américain. Pour le groupe d'indie rock anglais, voir The Rascals (groupe anglais).
Ne doit pas être confondu avec le film français Les Rascals
 (août 2018).
Si vous disposez d'ouvrages ou d'articles de référence ou si vous connaissez des sites web de qualité traitant du thème abordé ici, merci de compléter l'article en donnant les références utiles à sa vérifiabilité et en les liant à la section « Notes et références ».
The Rascals  (initialement connus sous le nom de The Young Rascals) est un groupe de blue-eyed soul américain des années 1960, formé à Garfield, New Jersey en 1965.
Entre 1966 et 1968, The Rascals entrent dans le top 20 du Billboard Hot 100 avec neuf singles, avec par exemple le no 1 Good Lovin' (1966), Groovin' (1967), et People Got to Be Free (1968), ainsi que de grands hits radio tels que How Can I Be Sure? (no 4 en 1967), A Beautiful Morning (no 3 en 1968), ou encore A Girl Like You (n °10 en 1967).
Ils furent l'un des principaux représentants de la blue-eyed soul.
Le groupe a été intronisé au Rock and Roll Hall of Fame en 1997.
The Rascals ont été intronisés dans le "Hit-Parade Hall of Fame" en 2010, et se sont réunis en 2012 pour une série de spectacles à New York et dans le New Jersey. La réunion s'est poursuivie en 2013 avec des spectacles sur Broadway.

## Histoire
Eddie Brigati (chant), Felix Cavaliere (clavier, chant), Gène Cornish (guitare) et Dino Danelli (batterie) créent le groupe à Garfield, dans le New Jersey. Brigati, Cavaliere, et Cornish avait déjà été membres de "Joey Dee and the Starliters". David Brigati, frère d'Eddie et membre original des Starliters, a aidé à l'arrangement des harmonies vocales et participé aux chœurs sur de nombreux enregistrements du groupe (obtenant de manière informelle l’appellation de "cinquième Rascal").
Après avoir signé chez Atlantic Records, ils découvrent qu'un autre groupe, les "Harmonica Rascals" de Borrah Minnevitch et Johnny Puleo, s'opposent à la diffusion d'albums sous le nom de "The Rascals". Pour éviter les conflits, le producteur de Sid Bernstein décide de renommer le groupe "The Young Rascals".
La première apparition télévisée des Young Rascals a lieu le 24 février 1966 pendant l'émission Hullabaloo, durant laquelle ils interprètent leur premier single I Ain't Gonna Eat Out My Heart Anymore. Le titre devient no 23 au Canada, et entre au bas des classements des charts américains. Ce modeste succès est suivi, toujours en 1966, par le single Good Lovin' qui atteint la première place aux États-Unis et au Canada (chanson enregistrée à l'origine par "Lemme B. Good & The Olympics" en 1965, avec des paroles très différentes).
Eddie Brigati et Cavaliere, les compositeurs de la bande, commencent à fournir la plupart des titres du groupe, et les succès s'enchaînent durant les deux années suivantes. À la suite de Good Lovin', You Better Run (1966, repris en 1980 par Pat Benatar) et Come On Up sont de modestes succès. (I've Been) Lonely Too Long (1967) fait mieux, et Groovin' (1967, no 1 aux États-Unis et au Canada, ) les ramène au sommet des charts. S'ensuit une série de top 20, dont A Girl Like You (1967), How Can I Be Sure (1967), It's Wonderful (1968), et A Beautiful Morning (1968). Le groupe est très populaire au Canada, où A Girl Like You, How Can I Be Sure et A Beautiful Morning deviennent tous no 1. À l'inverse au Royaume-Uni, ils n'atteignent que deux fois le top 75, avec Groovin' (no 8) et A Girl Like You (no 35). Le groupe se nomme The Young Rascals pour la dernière fois lors la sortie du single It's Wonderful. À partir de ce moment, ils s'appelleront simplement les Rascals.

Bruce Eder, sur AllMusic, parle de l'album Groovin' en 1967 comme du meilleur album du groupe, dont il souligne les bases issue de la musique soul et l'utilisation innovante d'arrangements instrumentaux issus du jazz et de la musique latine. Once Upon A Dream, en 1968, a été le premier album conçu comme tel, plutôt que comme un support destiné à compiler leurs singles (sur l'album Groovin', huit chansons sur les onze avait été publiées en singles ou en faces B avant la parution de l'album). Once Upon A Dream, qui a culminé à la 9e place sur les charts, contient le single It's Wonderful ainsi que de nombreux autres bons morceaux, notamment Easy Rollin', Rainy Day, My World, et la chanson-titre. Pour des raisons certainement compréhensibles, la chanson My Hawaii est arrivée sommet des charts à Hawaii.
Time Peace: The Rascals' Greatest Hits, publié à la mi-1968, passe en tête des charts aux Etats-Unis et devient l'album le plus vendu du groupe . En 1969 sort l'album Freedom suite, qui contient "People got to be free", un plaidoyer pour la tolérance raciale (le groupe était connu pour refuser de faire des concerts lorsque la vente des billets faisait l'objet de ségrégation) à la suite de l'assassinat du Sénateur Robert F. Kennedy et du Révérend Martin Luther King, Jr. Le titre devient leur troisième et dernier no 1 aux États-Unis, et leur sixième et dernier no 1 au Canada. Il a aussi été le dernier Top Ten aux États-Unis.
A Ray of Hope, Heaven, See, et Carry Me Back ont tous été de modeste succès aux États-Unis à la fin de 1968 et en 1969 : tous sont entrés dans le top 40, mais aucun au-delà du no 24. Au Canada cependant, les Rascals sont encore de grandes stars : tous ces titres sont entrés au Top Ten, créant une série ininterrompue de 11 Top Ten de suite, entre 1967 et 1969. En décembre 1969, Hold On rompt la série des Top 40 américains en se classant no 51, ainsi que la série des Top 10 canadiens en se classant no 22.
Au cours de leur période de plus grande célébrité, l'influence du groupe sur la scène "R & B jouée par des blancs" a été sans égale, en particulier dans le nord-est des États-Unis. Des groupes qui ont repris (jusqu'à un niveau parfois parodique) l'attitude et l'énergie des Rascals, ainsi que leur intense et hyper-dramatique vocalisation ont pu atteindre une certaine notoriété : les Vagrants (avec Leslie West, plus tard du groupe Mountain), ou Vanilla Fudge avec leur funky psychédélique débordant, tous ont tiré leur style des Rascals, et de leur mélange de show-biz et de soul.
Brigati quitte le groupe en 1970, suivi par Cornish en 1971. Leur dernier album avec les Rascals fut Search and Nearness (no 198 aux États-Unis), dans lequel Brigati chante You Don't Know sur des paroles de Cornish, et comprenant une reprise d'un hit des Box Tops, The Letter, ainsi que Fortunes, une composition du batteur Danelli. Le seul single de l'album classé dans les charts a été Glory, Glory (no 58 aux États-Unis, no 40 au Canada), avec The Sweet Inspirations aux chœurs. Search and Nearness fut le dernier album des Rascals pour Atlantic Records, Cavaliere et Danelli signant chez Columbia Records à la mi-1971.
Pour les deux albums suivants, Peaceful World (no 122 aux États-Unis) et The Island of Real (no 180 aux États-Unis), l'écriture de Cavaliere évolue vers un style plus inspiré du jazz et du gospel, avec Robert Popwell à la basse, Buzzy Feiten à la guitare, et les nouveaux chanteurs Annie Sutton et Molly Holt. Ces albums ne se vendent pas aussi bien que leurs prédécesseurs, et aucun des singles qui en sont tirés ne dépasse le 95e rang dans les charts américains.
À la fin de 1970, Danny Weis (précédemment membre des groupes Rhinocéros et Iron Butterfly) remplace Feiten à la guitare, puis Feiten reprend sa place avant la dissolution du groupe.

## Discographie

### Albums
- 1966 - The Young Rascals
- 1967 - Collections
- 1967 - Groovin'
- 1968 - Once Upon A Dream
- 1969 - Freedom Suite
- 1969 - See
- 1971 - Search and Nearness
- 1971 - Peaceful World
- 1972 - The Island of Real